# Seyze
La Seyze (ou le Galinat dans sa partie amont) est un ruisseau français, affluent du Caudeau et sous-affluent de la Dordogne, qui coule dans le sud-ouest du département de la Dordogne.

## Géographie

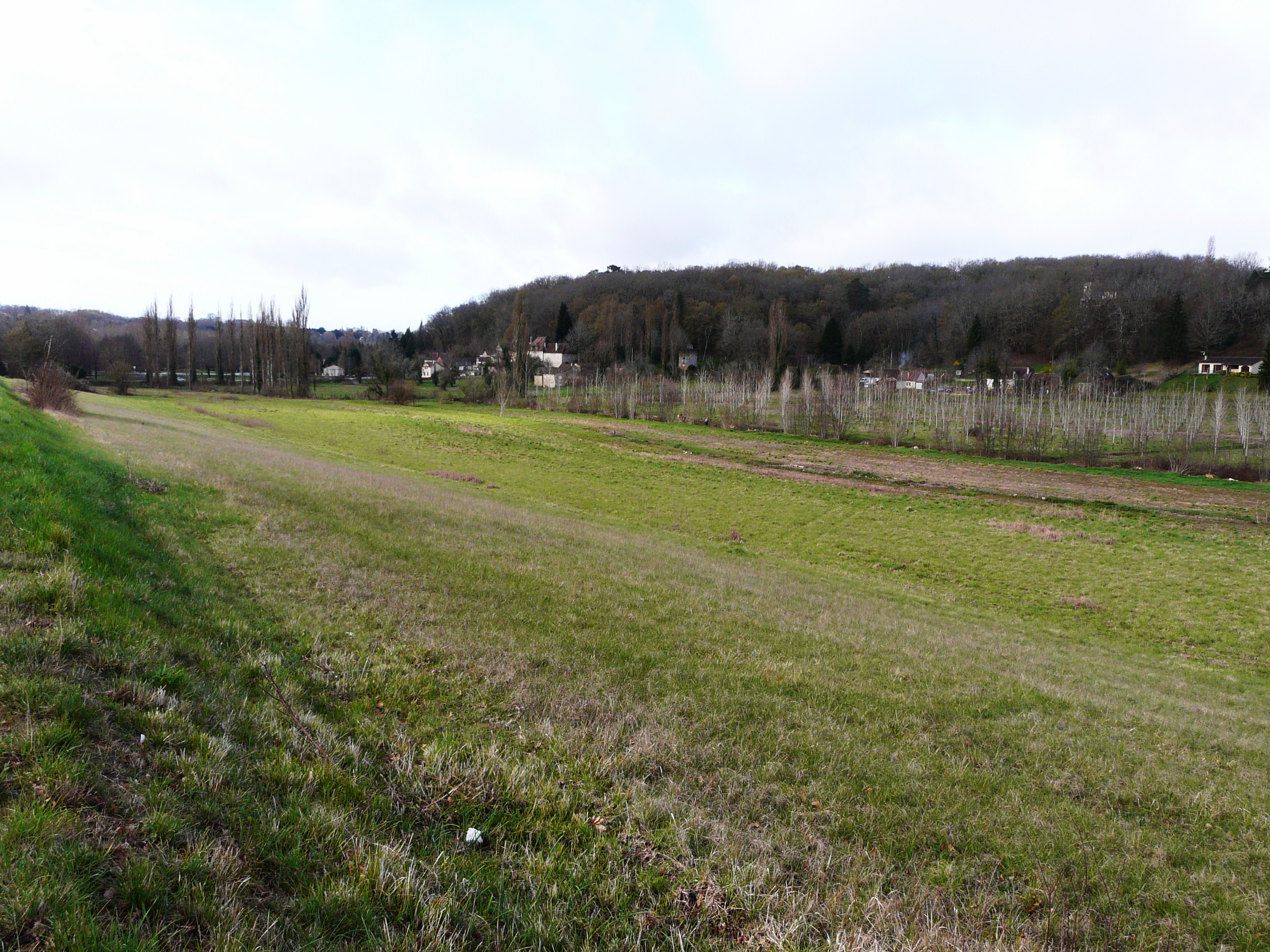
La vallée de la Seyze au niveau de la Ribeyrie.

Le Sandre considère que la Seyze est un cours d'eau dont la partie amont porte le nom de Galinat, alors que l'IGN, sur la carte 1836 E, tout comme les cadastres de Campsegret et de Lamonzie-Montastruc, indiquent que la Seyze est formée par la réunion du Galinat et du Campsegret.
Le ruisseau nommé le Galinat prend sa source vers 145 mètres d'altitude, au sud de la commune de Montagnac-la-Crempse, environ 200 mètres à l'est du hameau de la Bertinie. Il arrose le bourg de Campsegret, y est rejoint par le ruisseau le Campsegret, et continue vers le sud sous le nom de Seyze.
Alimentant plusieurs étangs et longeant la route nationale 21 (RN 21), la Seyze sert de limite naturelle sur près de trois kilomètres aux communes de Queyssac à l'ouest et de Lamonzie-Montastruc à l'est.
En moins de 200 mètres, la Seyze passe successivement sous la RN 21, sous la route départementale 21E1, puis sous le nouveau tronçon occidental de contournement de Bergerac de la RN 21, avant de confluer presque aussitôt en rive droite du Caudeau, deux kilomètres à l'est du bourg de Lembras, au sud du lieu-dit la Ribeyrie, à 47 mètres d'altitude.
L'ensemble Galinat-Seyze est long de 9,6 kilomètres, pour un bassin versant de 48 km2.

### Affluents
Le Sandre répertorie cinq affluents à la Seyze et au Galinat. Les deux principaux sont le Campsegret en rive gauche, et la Marie en rive droite, tous deux longs de 4,4 km.
Le Campsegret ayant un affluent répertorié, le rang de Strahler de la Seyze s'élève à trois.

## Communes traversées
À l'intérieur du département de la Dordogne, la Seyze (ou le Galinat)  arrose six communes, soit d'amont vers l'aval : Montagnac-la-Crempse (source), Saint-Julien-de-Crempse, Campsegret, Queyssac, Lamonzie-Montastruc et Lembras (confluence avec le Caudeau).

## Galerie de photos

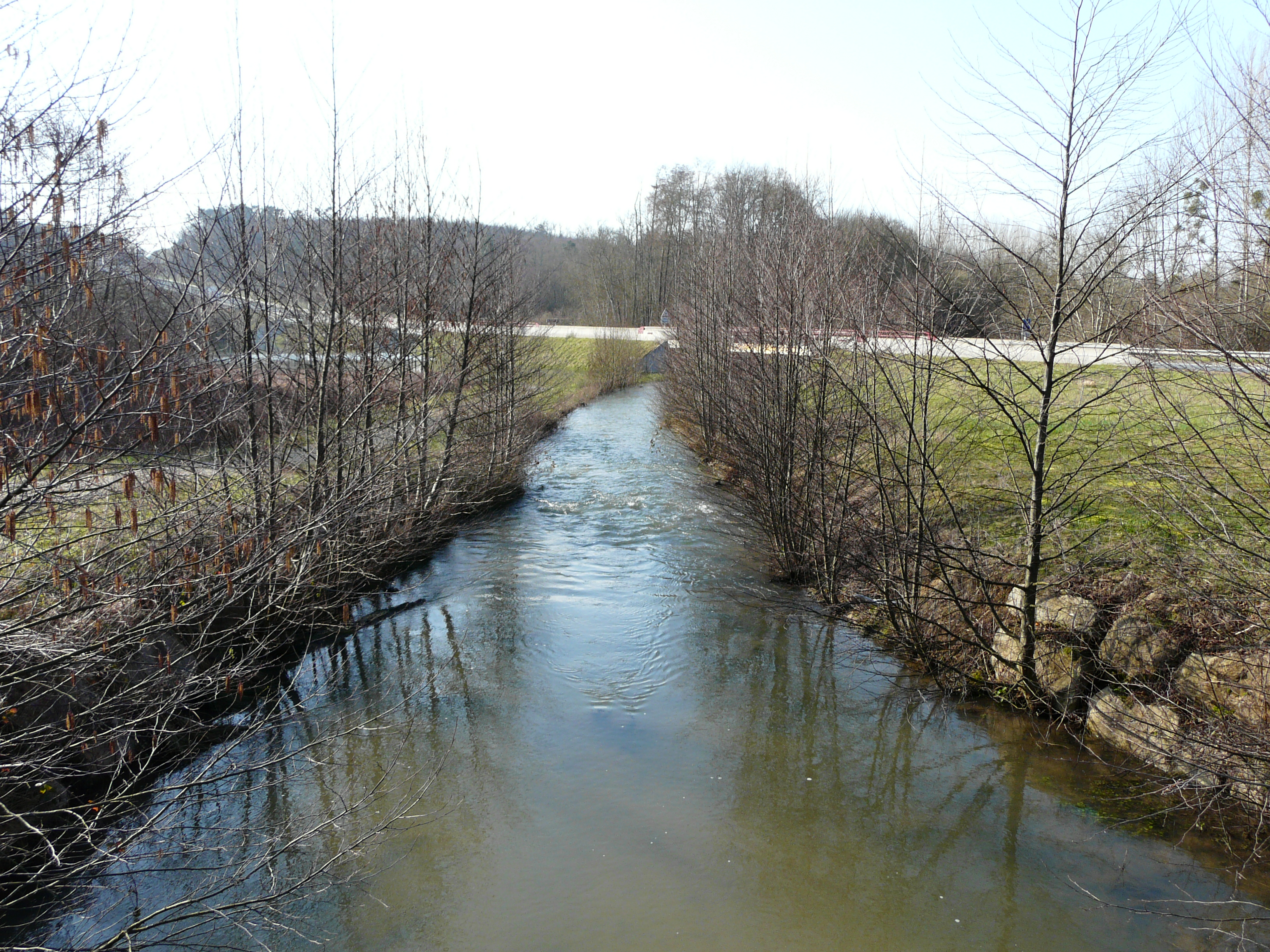
La Seyze entre Lamonzie-Montastruc et Lembras.
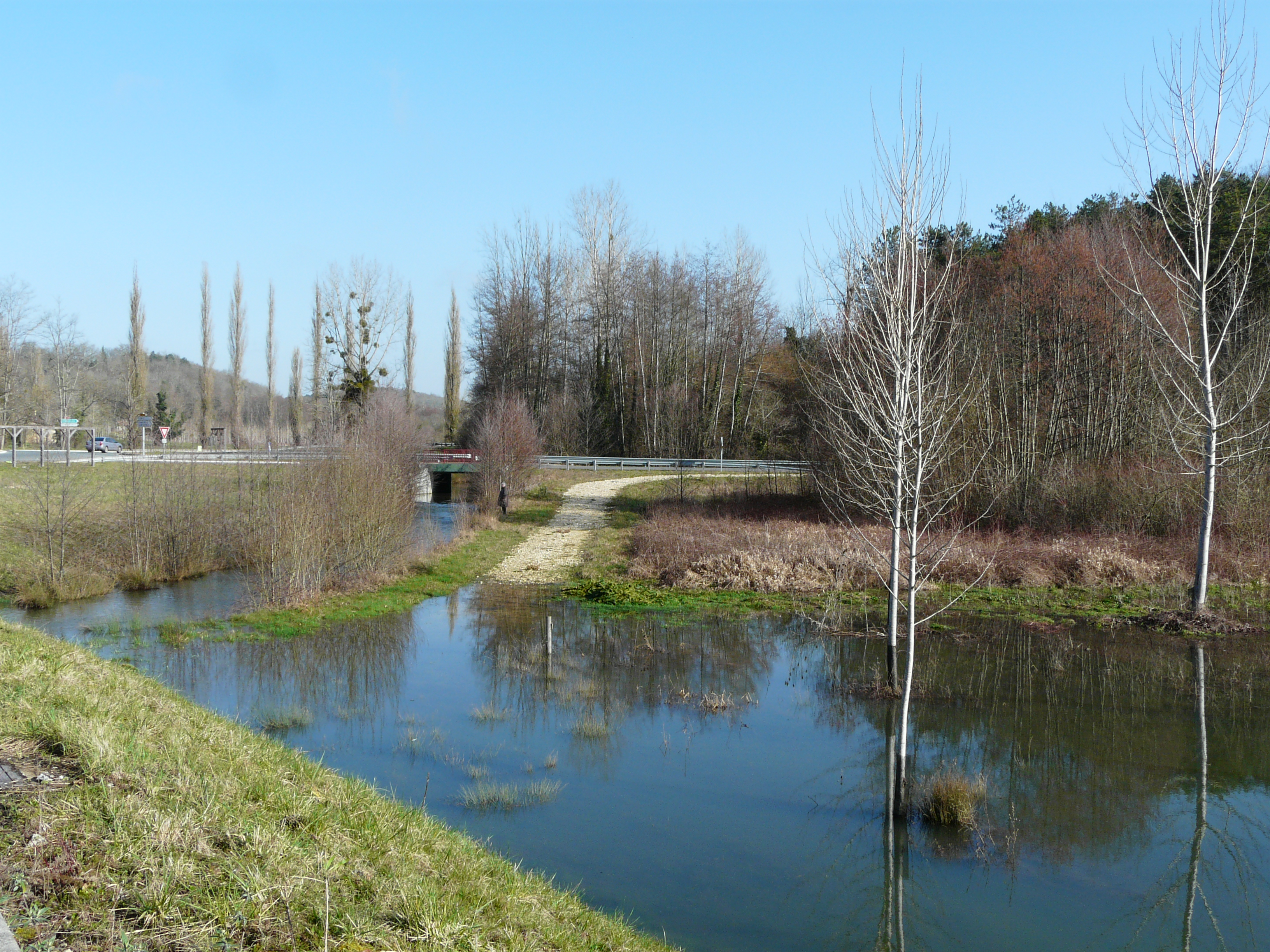
La Seyze (sur la gauche) rejoint une zone inondée par le Caudeau.
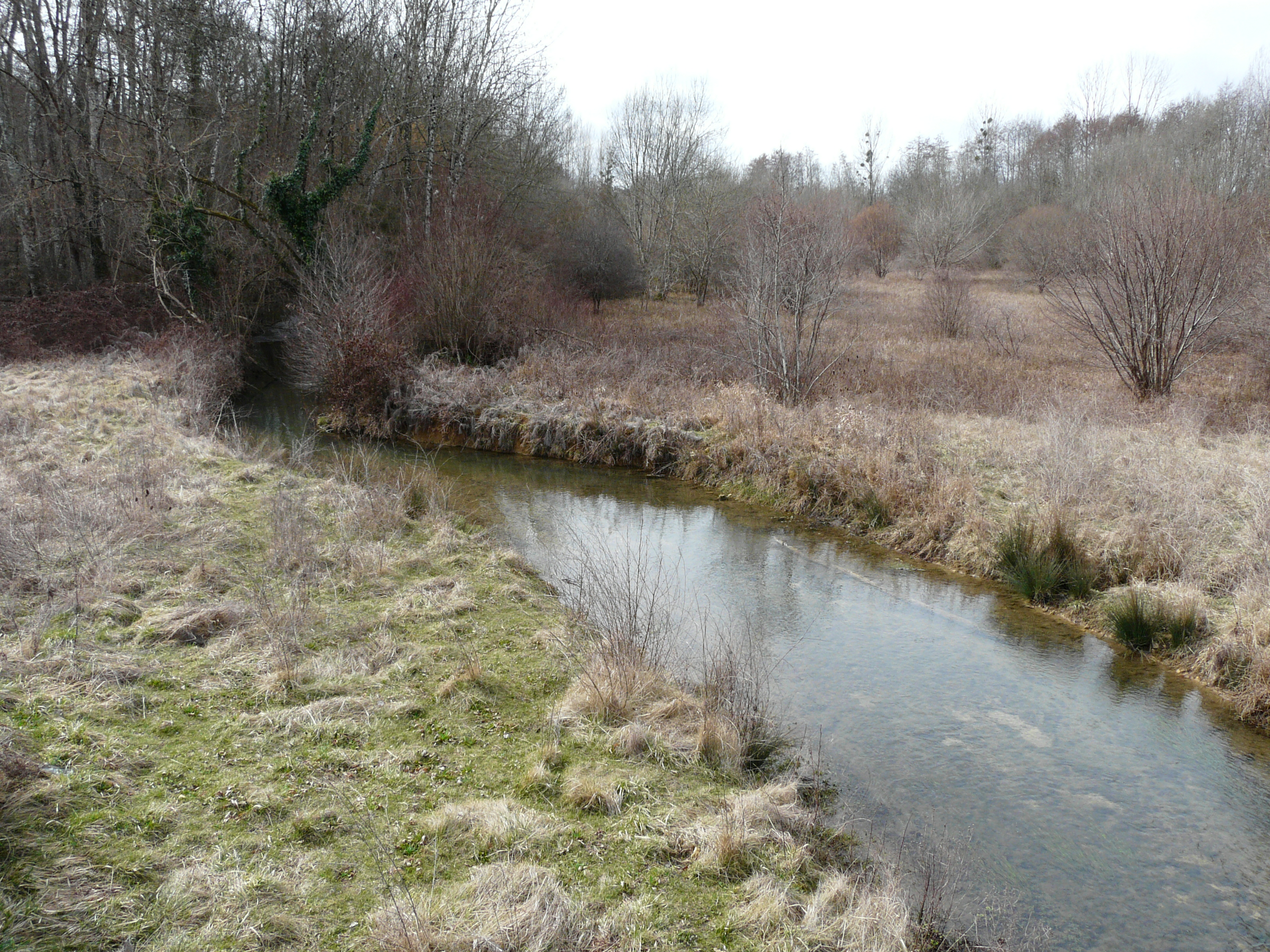
La Seyze, 200 mètres avant sa confluence avec le Caudeau.